# Martine Smeets
Martine Smeets (n. 5 mai 1990, în Geesteren) este o handbalistă neerlandeză care joacă pe postul de extremă stânga pentru clubul CSM București și echipa națională a Țărilor de Jos.

## Palmares
Echipe de club
- Cupa EHF:
  - Finalistă: 2017

- Campionatul Germaniei:
  - Câștigătoare: 2014, 2015, 2017, 2019

- Liga Națională:
  - Câștigătoare: 2021

- Cupa României:
  - Câștigătoare: 2022

- Campionatul Țărilor de Jos:
  - Câștigătoare: 2011, 2012, 2013

Echipa națională
- Campionatul Mondial:
  -  Medalie de aur: 2019
  -  Medalie de argint: 2015
  -  Medalie de bronz: 2017

- Campionatul European:
  -  Medalie de bronz: 2018

## Distincții
- Extrema stângă a anului în campionatul Țărilor de Jos: 2010[4]